# Yves Baré
Yves Baré (Nudorp, 28 oktober 1938 – aldaar, 31 maart 2010) was een Belgisch voetballer die tevens actief was als trainer en spelersmakelaar.
In zijn actieve voetbalcarrière speelde hij voor de Eerste klassers Club Luik (1959-1970), Beerschot VAC (1970-1972) en voor Patro Eisden.
Met Beerschot won hij in 1971 de Beker van België en was een aantal keren Rode Duivel. Hij was speler-trainer bij Patro Eisden van 1972 tot 1974 in Derde klasse en was daarna nog trainer van Club Luik (1976-1978) en RFC Seraing (1978-1982). Na zijn trainerscarrière was Baré spelersmakelaar.
Yves Baré overleed op 71-jarige leeftijd aan kanker.